# Aeshna
Aeshna är ett släkte i insektsordningen trollsländor som tillhör familjen mosaiktrollsländor, och släktet kallas på svenska också för mosaiktrollsländor.
Kännetecknande för släktet är att de flesta arter är ganska stora trollsländor, med brun grundfärg på kroppen och en teckning som anses påminna om ett mosaikmönster på bakkroppen, vanligtvis i blått och gult. Släktet innehåller ett fyrtiotal kända arter som främst förekommer i den holarktiska regionen. 
I Sverige är detta det släkte av mosaiktrollsländor som är representerat av flest arter.

## Arter
| - Aeshna affinis (klarblå mosaikslända) - Aeshna athalia - Aeshna baicalensis - Aeshna brevistyla - Aeshna caerulea (fjällmosaikslända) - Aeshna canadensis - Aeshna clepsydra - Aeshna constricta - Aeshna crenata (sibirisk mosaikslända) - Aeshna cyanea (blågrön mosaikslända) - Aeshna ellioti - Aeshna eremita - Aeshna flavifrons - Aeshna frontalis - Aeshna grandis (brun mosaikslända) - Aeshna interrupta - Aeshna isosceles (kilfläckslända) - Aeshna itatiaia - Aeshna javana - Aeshna juncea (starrmosaikslända) | - Aeshna lucia - Aeshna meruensis - Aeshna minuscula - Aeshna mixta (höstmosaikslända) - Aeshna moori - Aeshna nigroflava - Aeshna ornithocephala - Aeshna osiliensis - Aeshna palmata - Aeshna persephone - Aeshna petalura - Aeshna quadrifasciata - Aeshna rileyi - Aeshna rustica - Aeshna scotias - Aeshna septentrionalis - Aeshna serrana - Aeshna serrata (vassmosaikslända) - Aeshna sitchensis - Aeshna subarctica (gungflymosaikslända) - Aeshna subpupillata - Aeshna surinamo | - Aeshna tuberculifera - Aeshna umbrosa - Aeshna undulata - Aeshna verticalis - Aeshna viridis (grön mosaikslända) - Aeshna walkeri - Aeshna williamsoniana - Aeshna wittei - Aeshna yemenensis |